# Icosaedru metabidiminuat
În geometrie icosaedrul metabidiminuat este un poliedru convex construit prin diminuarea unui icosaedru prin îndepărtarea a două piramide pentagonale (J2), înlocuind două seturi de câte 5 triunghiuri echilaterale cu două fețe pentagonale adiacente. Este poliedrul Johnson J62. Dacă cele două piramide pentagonale sunt îndepărtate de pe două fețe neadiacente se obține o antiprismă pentagonală. Având 12 fețe, este un dodecaedru neregulat.

## Mărimi asociate
Următoarele formule pentru arie, A, volum, V și raza sferei circumscrise, R, sunt stabilite pentru lungimea laturilor tuturor poligoanelor (care sunt regulate) a:
{\displaystyle A={\frac {1}{2}}\left(5{\sqrt {3}}+{\sqrt {25+10{\sqrt {5}}}}\right)a^{2}\approx 7,771082~a^{2},}
{\displaystyle V={\frac {1}{6}}\left(5+2{\sqrt {5}}\right)a^{3}\approx 1,578689~a^{3},}
{\displaystyle R={\frac {1}{4}}{\sqrt {10+2{\sqrt {5}}}}\,a\approx 0,951057~a.}